# Hrabstwo Wasatch

Piramida wieku hrabstwa

Hrabstwo Wasatch (ang. Wasatch County) – hrabstwo w stanie Utah w Stanach Zjednoczonych. Siedzibą hrabstwa (a zarazem jego największym miastem) jest Heber City.

## Miasta
- Charleston
- Daniel
- Heber City
- Hideout
- Independence
- Interlaken
- Midway
- Wallsburg

## CDP
- Timber Lakes